# Vladislav Kušan
Vladislav Kušan (1904. – 1985.)  je bio srijemski hrvatski književnik rodom iz Srijemske Mitrovice.
Najpoznatiji je kao lirski pjesnik (simbolističkog i ekspresionističkog stila), a pisao je i pjesme u prozi. 
Pored pjesama je pisao i novele, putopise, kritike, oglede i eseje. Od potonjih je najviše pisao o likovnim umjetnicima (primjerice Celestin Medović, Juraj Plančić.
Značajan je i njegov književni prevoditeljski rad: prevodio je s francuskog (Baudelairea, Aloysiusa Bertranda...), njemačkog (Georga Trakla...)...
U Mitrovici je završio gimnaziju.

## Djela
- Izabrana djela (izabrao Dubravko Horvatić), 2003.
- Posljednja ispovijest slikara Karasa, poema
- Imago mundi, eseji, studije i prikazi, 1982. (povodom ove knjige Igor Zidić je napisao pjesmu posvećenu Kušanu)
- Izabrana djela (priredio Saša Vereš), 1969.
- Začarane tmine , pjesme, 1942.
- Ars et artifex , studije i eseji, 1941.
- Ponoćne ispovijesti  , pjesme, 1937.
- Lišće na vjetru, pjesme, 1932.

Svojim djelima je ušao u antologije novije hrvatske marijanske lirike Duša duše Hrvatske  Nevena Jurice i Božidara Petrača, Hrvatska riječ u Srijemu i Hrvatski putopis: od XVI. stoljeća do danas Dubravka Horvatića i ostalih, antologije hrvatskih pjesama u prozi Naša ljubavnica tlapnja Zvonimira Mrkonjića, Andrijane Škunce i Hrvoja Pejakovića, Vječne pjesme hrvatske ... : XX. stoljeća Miroslava S. Mađera i U sjeni transcendencije , antologiji hrvatskoga duhovnoga pjesništva od Matoša do danas, prireditelja Nevena Jurice i Božidara Petrača.

## Vanjske poveznice
- Matica hrvatska  Arhivirana inačica izvorne stranice od 4. ožujka 2008. (Wayback Machine) Izabrana djela